# Dry Falls

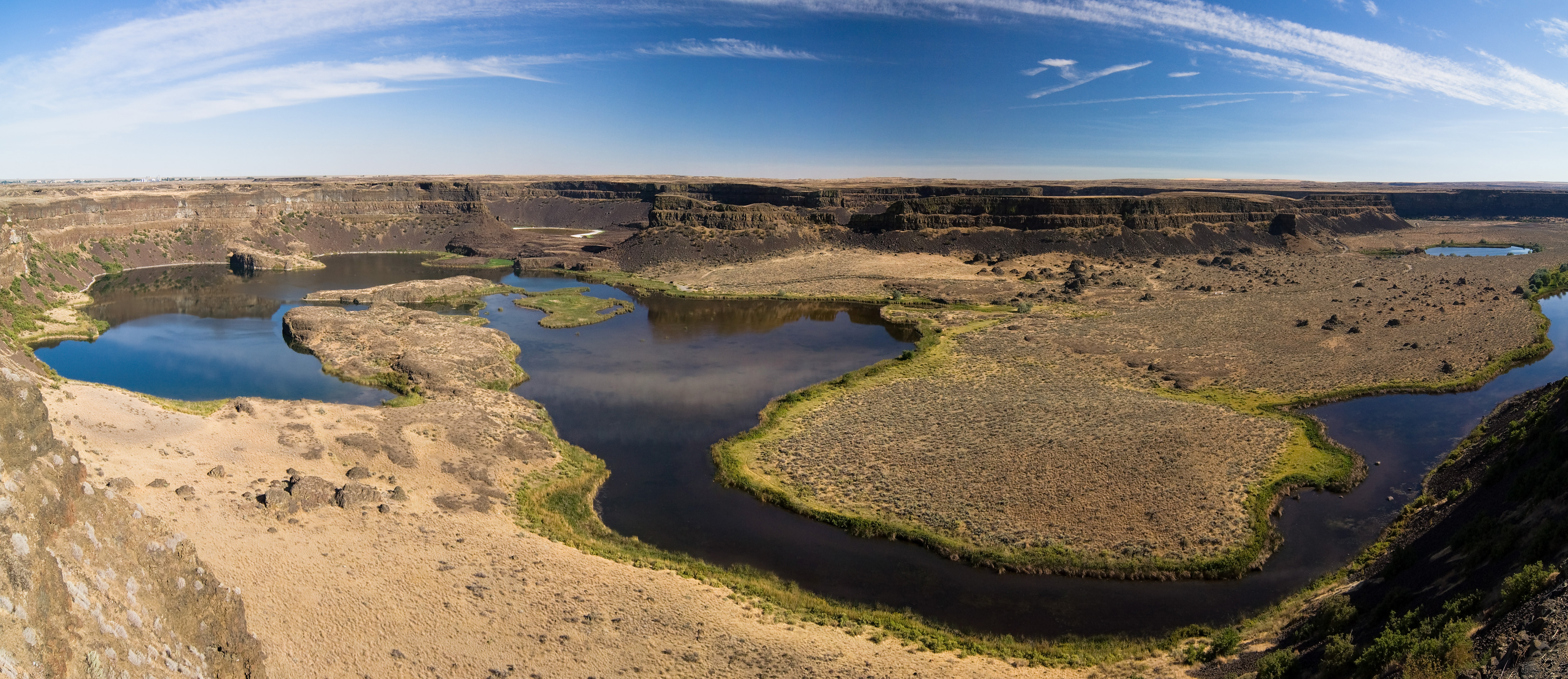
Dry Falls

Dry Falls (letteralmente Cascate Secche) è un alto dirupo a forma di mezzaluna situato nello Stato di Washington (Stati Uniti), sul lato dell'Alta Grand Coulee opposto al corso del fiume Columbia. Lungo oltre 5,5 km, divide in due tronconi il letto fluviale morto della Grand Coulee, ponendosi al principio della sua porzione bassa (Bassa Grand Coulee).
Dry Falls ha un'estensione dieci volte maggiore delle pur imponenti Cascate del Niagara ed è perciò ritenuta la più grande cascata mai esistita. I geologi ipotizzano che le inondazioni del Missoula nell'ultima glaciazione abbiano convogliato acqua a oltre 100 km/h attraverso l'Alta Grand Coulee e sopra questa parete rocciosa di 120 m. Si stima che la portata della cascata fosse dieci volte quella di tutti gli attuali fiumi del mondo messi insieme.
Quasi ventimila anni fa, con l'avanzata dei ghiacciai verso sud, uno strato di ghiaccio ostruì il fiume Clark Fork nel bacino del Columbia, impedendo il deflusso d'acqua dal Montana. Di conseguenza, un'ampia porzione del Montana occidentale restò allagata formando il gigantesco lago Missoula. Infine, la pressione accumulatasi sulla diga di ghiaccio la fece saltare. Viene generalmente accettato che questo processo sia avvenuto dozzine di volte nel corso della glaciazione.
La repentina inondazione sommerse in pochi giorni parti dell'Idaho, del Washington e dell'Oregon sotto molte decine di metri d'acqua. A tali straordinarie alluvioni seguì in breve tempo la formazione della Grand Coulee e di Dry Falls. Sia pure su scala ridotta vi furono poi altri allagamenti simili, che permisero alla cascata di trasportare acqua per migliaia di anni. Allorché la lingua di ghiaccio si sciolse, il fiume ostruito riprese il suo corso lasciando a secco Dry Falls e l'intera Grand Coulee.
Il precipizio può essere ammirato a ingresso libero dal Dry Falls Interpretive Center, presso Coulee City, nel sistema del parco statale di Sun Lakes.